# Октябрське (Вілейський район)
Октябрське або Кобили (біл. вёска Акцябрьская, Кабылы) — село в складі Вілейського району Мінської області, Білорусь. Село підпорядковане Ольковицькій сільській раді, розташоване в північній частині області.

## Історія
У 1921–1945 роках застінок знаходилось у Польщі, у Вільнюськім воєводстві, Вілейського повіту, у гміні Ілля.

## Населення
- 1921 рік — 173 людини, 23 будинків[1].
- 1931 рік — 186 людини, 33 будинків[2].